# Barbarossa (Schiff, 1897)
Der Reichspostdampfer Barbarossa kam als zweites Schiff der Barbarossa-Klasse für die Reichspostdampferlinien des Norddeutschen Lloyd nach Australien und Ostasien in Dienst.
Schiffsklassen werden in der Regel nach dem ersten fertigen Schiff bezeichnet. Hier scheint die das Schwesterschiff Friedrich der Große erstellende Vulkan-Werft in Stettin den Zeitplan übertroffen zu haben; oder Blohm & Voss geriet beim Bau der Barbarossa in Zeitverzug. Die Klasse wird in der Regel nach der am 3. Januar 1897 bei Blohm & Voss fertiggestellten Barbarossa, seltener nach der bei Schichau gebauten Bremen bezeichnet.

## Einsatz NDL
Die Barbarossa begann am 8. Januar 1897 ihre Jungfernreise nach Australien (insgesamt 12 Reisen bis zum 21. Oktober 1910) Auf der Reichpostdampferlinie nach Australien kamen die vier ersten Dampfer der Klasse (Friedrich der Große, Barbarossa, Königin Luise und Bremen ab 1896/97) zum Einsatz. Ab 1900 kam noch die vergrößerte Halbschwester Großer Kurfürst hinzu, die bis zum Ende ihrer Einsatzzeit auf dieser Strecke das größte dort eingesetzte Schiff war.
Eine zweite Serie von vier Dampfern der Klasse kam 1899/1900 für die Reichpostdampferlinie nach Ostasien in Dienst, die zu der Zeit nicht nur vom NDL, sondern auch von der Hapag betrieben wurde. Es waren König Albert und Prinzess Irene beim NDL und bei der Hapag Hamburg und Kiautschou, letztere ab 1904 als Princess Alice beim NDL. Einen Tausch der Dampfer zwischen den Postlinien gab es nicht.
Zwei weitere sehr ähnliche Schiffe waren die 1901 gebauten Schwesterschiffe Moltke und Blücher der Hapag, die mit Blick auf die Beteiligung an der Reichpostdampferlinie nach Ostasien in Auftrag gegeben wurden, dort aber nie zum Einsatz kamen.
Im Sommer wurde die Barbarossa (wie alle Dampfer dieser Klasse) regelmäßig auf dem Nordatlantik (erstmals am 24. Mai 1897, letztmals am 18. Juli 1914 nach New York) eingesetzt; ab 4. September 1912 auch nach Galveston, 30. April 1914 wurden auch Baltimore (3 Reisen) und andere US-Häfen angelaufen. Im August 1914 wurde das Schiff in den USA interniert. Von März 1906 bis zum 6. November 1913 wurde die Barbarossa bei 18 Reisen auch auf der Linie New York – Genua eingesetzt. Auf dieser Linie setzte der NDL ab 1903 bis 1914 nach und nach fünf Schiffe der Barbarossa-Klasse ein.

## Einsatz USA
1917 von den USA beschlagnahmt, kam es nach Reparatur von Schäden am 3. August 1917 in Dienst, bald als USS Mercury (ID-3012) als Truppentransporter zum Einsatz und transportierte ab Januar 1918 auf sieben Reisen über 18000 Soldaten nach Frankreich. Am 4. April 1918 wurde sie dabei von einem deutschen U-Boot angegriffen. Nach dem Waffenstillstand wurden bei 8 Reisen über 20000 Soldaten wieder in die USA zurückgebracht.
Im September schied die Mercury aus dem Dienst der US Marine und wurde vom Army Transport Service weiter beschäftigt. 1920 war das Schiff für eine neue Linie der Baltic Steamship Co. of America von New York nach Danzig vorgesehen, auf der die ehemalige Hamburg als New Rochelle ab dem 5. August 1920 dreimal zum Einsatz kam, ehe die Linie ihren Betrieb einstellte.
Daraufhin wurde die Mercury 1921 aufgelegt und das Typschiff der Barbarossa-Klasse 1924 abgebrochen.

## DieBarbarossa-Dampfer des NDL / der Hapag vor 1914
| in Dienst  | Name                             | BRT         | Werft                    | Status/Schicksal |
| 11.11.1896 | Friedrich der Große              | 10531       | AG Vulcan Stettin        | 11. November 1896 1. Reise nach Australien, 4. April 1897 1. Reise nach New York, 22. März 1907 Neapel-New York, 4. Juni 1914 Deutschland-Baltimore, 1914 in New York aufgelegt / 1917 durch US Shipping Board beschlagnahmt, USS Huron, City of Honolulu, 12. Oktober 1922 400 sm vor Los Angeles in Brand und gesunken                                          |
| 03.01.1897 | Barbarossa                       | 10769       | Blohm & Voss AG, Hamburg | 1. Reise nach Australien 8. Januar 1897, 24. Mai 1897 1. Reise nach New York, 16. März 1906 Genua-New York, ab September 1912 Deutschland-Baltimore und andere US-Häfen, 1914 in New York aufgelegt / 1917 durch US Shipping Board beschlagnahmt, USS Mercury, 1924 abgewrackt                                                                                    |
| 16.03.1897 | Königin Luise                    | 10566       | AG Vulcan, Stettin       | 21. März 1897 Jungfernreise nach New York, 1. Reise als Postdampfer 17. November 1897 nach Australien, 25. Februar 1904 Genua-New York, 18. April 1914 Deutschland-Baltimore, 1919 an Shipping Controller, London, ausgeliefert, 1921 Omar, 1924 Edison, 1935 abgewrackt                                                                                          |
| 26.05.1897 | Bremen                           | 10522 11540 | F. Schichau, Danzig      | 5. Juni 1897 Jungfernreise nach New York, 1. Reise als Postdampfer 20. Oktober 1897 nach Australien (insg. 16 bis 1911), am 30. Juni 1900 in Hoboken ausgebrannt/wieder aufgebaut und verlängert, 1919 an Shipping Controller, London, ausgeliefert, lief als Constantinople für die Byron Line, 1924 King Alexander, 1929 abgewrackt                             |
| 27.08.1899 | König Albert                     | 10531       | AG Vulcan, Stettin       | 4. Oktober 1899 Jungfernreise als Postdampfer Hamburg - Yokohama, 16. April 1906 Genua-New York, August 1914 in Genua aufgelegt / 1915 durch Italien beschlagnahmt, Ferdinando Palasciano, 1923 Italia, 1926 abgewrackt |
| 12.03.1900 | Hamburg                          | 10532       | AG Vulcan, Stettin       | Hapag 1. Reise nach Ostasien,/1904 abgezogen vom Reichspostdampferdienst 1914 in New York interniert, 1917 an US Shipping Board, USS Powhatan, New Rochelle, Hudson, President Fillmore, 1928 abgewrackt |
| 26.04.1900 | Grosser Kurfürst                 | 13183       | F. Schichau, Danzig      | 5. Mai 1900 Jungfernreise nach New York, 1. Reise als Postdampfer 7. November 1900 nach Australien, ab April 1903 viele Kreuzfahrten (u. a. Orientfahrten 1904 und 1909, Polarfahrten 1908 und 1910, Westindienkreuzfahrt 1913 und 1914), in New York aufgelegt/1917 durch US Shipping Controller beschlagnahmt, USS Aeolus, City of Los Angeles, 1937 abgewrackt |
| 06.09.1900 | Prinzess Irene                   | 10881       | AG Vulcan, Stettin       | 9. September 1900 Jungfernreise nach New York, 1. Reise als Postdampfer 30. Oktober 1900 nach Ostasien, 30. April 1903 Genua-New York, 1914 in New York aufgelegt / 1917 durch US Shipping Controller beschlagnahmt, USS Pocahontas, 1923 bis 1932 wieder im Dienst des NDL, 1923: Bremen (III) / 1928: Karlsruhe (II) / 1932 Abbruch                             |
| 14.12.1900 | Kiautschou ab 04: Princess Alice | 10911       | AG Vulcan, Stettin       | als Kiautschou, Hapag 1. Reise nach Ostasien,/ 1904 an NDL, umbenannt, 22. März 1904 nach New York, 1914 in Cebu/Philippinen interniert, 1917 an US Shipping Board, USS Princess Matoika, 1922 President Arthur, 1927 City of Honolulu, 1930 ausgebrannt, 1933 abgewrackt                                                                                         |
| 22.02.1902 | Moltke                           | 12335       | Blohm & Voss, Hamburg    | Hapag 9. März 1902 Jungfernreise nach New York, 3. April 1906 erste Reise Genua - New York, auch für Kreuzfahrten eingesetzt, im August 1914 in Genua aufgelegt, im Mai 1915 beschlagnahmt, umbenannt in Pesaro, 1919 in den Dienst des Lloyd Sabaudo, Genua, 1925 Abbruch                                                                                        |
| 31.05.1902 | Blücher                          | 12334       | Blohm & Voss, Hamburg    | Hapag 6. Juni 1902 Jungfernreise nach New York, nach kleinem Umbau (neue Luxuskabinen) am 26. Juni 1912 erster Einsatz zum La Plata, am 3. August 1914 in Pernambuco aufgelegt, am 1. Juni 1917 beschlagnahmt, umbenannt in Leopoldina, Februar 1918 an CGT, Frankreich, verchartert, 1923 umbenannt in Suffren, Genua, 1929 Abbruch                              |